# Heidenheim
Heidenheim na Brenzu je grad na istoku njemačke savezne pokrajine Baden-Württemberga. Nalazi se 33 km sjeverno od Ulma na rijeci Brenz. I sjedište je okruga Heidenheim. Dijeli se u kvartove Centar, Aufhausen, Schnaitheim, Mergelstetten, Oggenhausen i Grosskuchen.  
Nalazi se na sjevernoistočnom rubu gorja Švapske Jure.

### Gradovi partneri
Heidemheim ima ugovore o partnerstvu sa sljedećim gradovima:
- Clichy (Francuska), od 1958.
- Sveti Hipolit (Austrija), od 1968.
- Newport (Velika Britanija), od 1981.
- Sisak (Hrvatska), od 1988.
- Döbeln (Njemačka), od 1991.
- Jihlava (Česka Republika), od 2002.